# Scott Higginbotham
Scott Higginbotham (Subiaco, 5 settembre 1986) è un rugbista a 15 australiano, terza linea del Bordeaux Bègles in Top 14.

## Biografia
Nato a Subiaco, un sobborgo di Perth in Australia Occidentale, Higginbotham si è formato rugbisticamente nel Queensland nelle giovanili dei Reds, per i quali esordì in prima squadra nel corso del Super 14 2008 contro i neozelandesi Blues a Brisbane.
Impostosi come titolare nel ruolo di flanker, Higginbotham vinse nel 2011 il Super Rugby con la sua squadra, il primo titolo vinto dal Queensland nell'epoca professionistica. 
Nel 2013 Higginbotham firmò un contratto di due anni con i Melbourne Rebels, squadra di cui diventò il capitano a partire dal 2014; durante il Super Rugby 2015, ultimo anno giocato con i Rebels, superò Owen Finegan divenendo il giocatore di mischia ad aver segnato più mete nella storia del Super Rugby.
Nel 2015 entrò a far parte, con un contratto di due anni, della squadra giapponese dei NEC Green Rockets militante nel campionato Top League; prima di iniziare la sua esperienza rugbistica in Giappone, giocò e vinse con la maglia di Brisbane City l'edizione 2015 del National Rugby Championship. Con la firma di un contratto di tre anni nel 2016, Higginbotham ritornò nei Reds per disputare il Super Rugby 2017.
Già internazionale per l'Australia nella selezione a sette, esordì in Nazionale maggiore allo Stade de France nel novembre 2010, quando gli Wallabies vinsero con un netto 59-16 sulla Francia; successivamente ha fatto parte della selezione nazionale che ha vinto il Tri Nations 2011 e che si è classificata al terzo posto alla Coppa del Mondo di rugby 2011 in Nuova Zelanda. Pur disputando una sola partita contro il Sudafrica, fece parte della selezione australiana che vinse il The Rugby Championship 2015. Non fu convocato dal commissario tecnico dei Wallabies Michael Cheika per la Coppa del Mondo di rugby 2015.
Il 6 febbraio 2017 Higginbotham fu arrestato insieme ad un amico con l'accusa di aver aggredito un pubblico ufficiale e di essere entrato senza permesso in un edificio della polizia.

## Palmarès
- Super Rugby: 1
Reds: 2011
- National Rugby Championship: 1
Brisbane City: 2015
- Rugby Championship: 2
Australia: 2011, 2015